# Ground Control II: Operation Exodus
Ground Control II: Operation Exodus (рус. Ground Control II: Операция Исход) — тактическая стратегия в реальном времени, разработанная компанией Massive Entertainment и выпущенная в продажу компанией Vivendi Universal 18 июня 2004 года. Игра является продолжением популярной игры «Ground Control». Как и предшественница, «Ground Control II» имеет трёхмерную графику и вращающуюся камеру.

## Игровой процесс
В отличие от большинства стратегий реального времени, игра более сосредоточена на ведении боя и тактике, чем на строительстве базы и экономике. Несмотря на это, игра всё же имеет некоторые элементы RTS, включая единственный ресурс — очки приобретения, которые игрок получает, захватывая и удерживая определённые точки на карте, а также при уничтожении отрядов врага. Приток очков также зависит от размера армии игрока — чем больше армия, тем меньше очков получает игрок. Очки приобретения позволяют игроку улучшать транспорт, вызывать подкрепления на поле боя и использовать орудия поддержки, уникальные для каждой фракции. Главной целью игрока является уничтожение противника и захват всех ключевых точек на карте.
В игре происходит трёхсторонний конфликт, но игрок может выбирать только из двух фракций: Альянс Северной Звезды и Виронские Номады. Земная Империя является неиграбельной фракцией, присутствующей только в кампании. Все войска прибывают на поле боя посредством шаттлов (англ. Dropships). Эти войска включают в себя пехоту, танки, бронетранспортёры, вертолёты, артиллерию, и стационарные пушки. В отличие от первой игры, войска нельзя модифицировать; взамен, у каждой боевой единицы есть второстепенная функция (например, мобильная крепость «Разрушитель» может раскрыть боковые бронепластины и выставить их вперёд, позволяя менее защищённым войскам прикрываться за ними). Также можно покупать улучшения к шаттлу, так как после доставки войск шаттл может быть краткое время использован в роли мощной воздушной боевой единицы, хотя он достаточно уязвим для противовоздушных ракет. Не стоит бояться уничтожения шаттла после выгрузки военных сил, для доставки очередного подкрепления будет использоваться новый. С другой стороны, уничтожение столь важного корабля может дать врагу перевес в плане ресурсов.

## Сюжет

### Предыстория
Действие игры происходит приблизительно через 322 года после оригинальной игры и её дополнения — «Ground Control: Dark Conspiracy» (рус. Тёмный заговор).

#### Битва за Криг-7б (2419—2420)
На далёком захудалом планетоиде Криг-7б, две фракции — Корпорация Крэйвен и Орден Нового Рассвета, начали полномасштабную войну за контроль над планетой. Обе фракции старались захватить загадочные древние артефакты. Позже стало известно, что Криг-7б был узлом в галактической сети Ксенофактов. В конце концов, обе стороны объявили временное перемирие, но майор Сара Паркер из корпорации Крэйвен и дьякон Джарред Стоун из Ордена поняли, что дело нечисто. Оба командира объединили свои силы, чтобы победить сговорившихся директора Крэйвен Энрику Хэйс и кардинала Ордена Эгери, которые собирались освободить армию зондов, которые бы уничтожили всю галактику. Дьякон Стоун смог убить кардинала и уничтожить главный Ксенофакт. Но уничтоженный Ксенофакт затем несколько секунд излучал когерентный луч света в неизвестном направлении. Этот «сигнал» уничтожил командный корабль Ордена «Возмездие» и сильно повредил крейсер Крэйвена «Астрид». Через два месяца Сара Паркер уничтожила земную систему дальнего обнаружения. Её мотивы остались тайной, но результат был налицо — Земля стала уязвимой, что привело к Первой Звёздной Войне.

#### Войны за Независимость (2422—2429)
Из-за больших налогов, а также военной и экономической самодостаточности, независимость стала логичным шагом для многих мегакорпораций, включая Корпорацию Крэйвен, Уэлби-Симмс и Орден Нового Рассвета. Корпорация Уэлби-Симмс первой объявила независимость от Земли, что стало началом Войны за Независимость. Восстание стало эпидемией, заразившей почти все человеческие колонии галактики. В конце концов, большинство колоний Внешней Сферы объявили себя независимыми. По окончании войны правительство Земли потеряло почти всю свою власть и контролировало лишь горстку оставшихся колоний.

#### Первая Звёздная Война (2431—2501)
Относительно молодое государство, Империя Драконис, рассматривала галактическую революцию как шанс захватить мировое господство и решила напасть на ослабленное правительство Земли. То, что произошло в дальнейшем, возможно было самым огромным конфликтом в истории человечества. Хотя сначала это была война между Империей Драконис и Землёй, вскоре остальные фракции присоединились к бесконечной гонке за властью и влиянием. Прекращение войны стало попросту немыслимым. Некоторые колонии были уничтожены полностью, а другие были изолированы. В конце концов, Внешняя Сфера была полностью отрезана от остального человечества, когда были уничтожены тахионные ретрансляторы. Позже было установлено, что это сделала Империя Драконис, чтобы закрыть свои границы. По окончании 70-летней войны больше не было 50 колоний Внутренней Сферы и великих межзвёздных корпораций — появилась Земная Империя, контролировавшая всю Внутреннюю Сферу.

#### Век Тишины (2501—2699)
После войны Земной Империи пришлось долгое время восстанавливать уничтоженное. Все их усилия были сосредоточены на Внутренней Сфере. Империю не заботила Внешняя Сфера, так как Барьер Генрича блокировал всю связь между двумя Сферами. Внешние миры обеднели; голод, депрессия и ненависть стали нормой жизни. Большая часть техники старых мегакорпораций пришла в негодность, так как знания о её воспроизводстве были утеряны. Но несмотря на все трудности, внешние колонии медленно начали восстанавливать утраченное. Через какое-то время колонии Внешней Сферы опять смогли наладить связь друг с другом (но связи с Землёй всё ещё не было), и вновь овладеть технологиями межзвёздных перелётов. Появилось два государства: Альянс Северной Звезды и Межгалактическая Торговая Гильдия. Почти все колонии Внешней Сферы объединились в единое демократическое государство благодаря усилиям Анариса Гудириана Вохерста, который и стал главой государства. АСЗ решили, что Утренняя Звезда Прайм будет столицей нового государства. Колонии вновь начали процветать, а мирная жизнь стала нормой.

#### Вторая Звёздная Война/Вторая Война за Независимость (2699)
В это же время Земная Империя, наведя порядок во Внутренней Сфере, решила подчинить себе колонии Внешней Сферы. Огромный флот кораблей под командованием координатора Влааны Азлии систематически захватывал планету за планетой. Под её руководством имперцы жестоко уничтожали всё и всех. За её злодеяния на планете Ариэль Прайм — месте появления АСЗ, противники дали ей прозвище «Мясник Ариэля». По мере захвата планет, после безжалостных орбитальных бомбёжек и наземных кампаний, когда-то великолепные города стирались с лица земли. Космофлот АСЗ был отмобилизирован и под командованием адмирала Т. Паркера смог приостановить флот Империи. Позже, изобретение электромагнитных куполов позволило обезопасить города АСЗ от орбитальных ударов, хотя планетарные вторжения всё ещё оставались большой угрозой.

### Сюжет игры (2741)
Через 42 года после начала войны, положение АСЗ хуже некуда. Космофлот был уничтожен в решающей битве на орбите Утренней Звезды в 2730 году. Каждую секунду десанты Империи высаживаются на единственной свободной планете АСЗ — Утренняя Звезда Прайм. На поверхности идут тяжёлые бои. Новые командиры мобилизованы для обороны планеты, включая капитана Джекоба Анджелуса. Согласно прогнозам, через примерно полгода сопротивление АСЗ будет подавлено. Внезапно для Альянса, на их столицу упал зонд с символом бывшей мегакорпорации «Крейвен». В этом зонде, оказываются зашифрованные координаты крейсера «Астрид». Однако для учёных альянса эти координаты не удастся расшифровать в течение нескольких лет, а ждать уже нельзя. Но этот крейсер является единственным оплотом надежды для Альянса. Доктор Элис Макнил которая, благодаря чудом сохранившихся в архиве Альянса алгоритма зашифровки корпорации «Крейвен», узнает координаты крейсера «Астрид». Оказывается крейсер потерпел крушение на планете Криг-7б, после тяжелых повреждений полученных ещё 300 лет назад, до начала 2 межгалактической войны. Также были расшифрованы характеристики крейсера «Астрид». В течение 200 лет после крушения, борткомпьютер починил тяжелые повреждения крейсера, благодаря чему его щиты могли выдержать несколько часов непрерывных обстрелов всего флота вторжения, а его жилые модули пусты, и могли вместить большую часть выживших АСЗ. Однако его основные орудия не были отремонтированы. Узнав о таких характеристиках, Джекоб Анджелус и Драхк’Мар Ви’Кат с силами клана Хроаг, отправились на Криг-7б на корабле-транспорте Виронских кочевников. Прибыв на планету, они нашли потерпевший крушение крейсер «Астрид». Запустив борткомпьютер крейсера, они направились обратно на Утреннюю Звезду Прайм и эвакуируют войска и население. Элис улетает на последнем шатле, а Анджелис остаётся на планете для того, чтобы задержать врагов.

## Оценки
| Сводный рейтинг | Сводный рейтинг |
| Агрегатор       | Оценка          |
| --------------- | --------------- |
| GameRankings    | 79,29 %         |